# Delta Air Lines

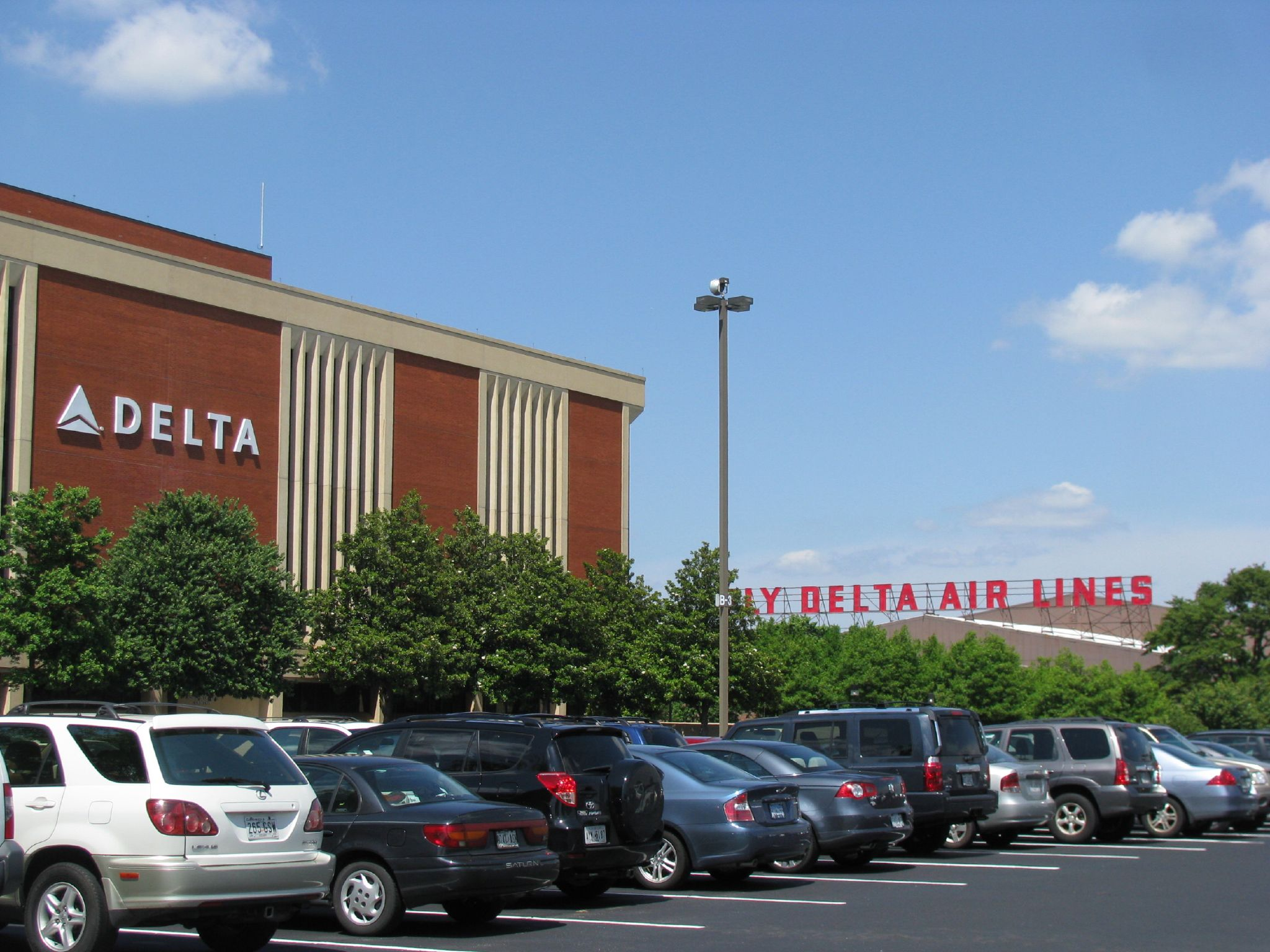
Delta Air Lines building

Delta Air Lines, Inc. (tiếng Anh của "Hãng hàng không Delta"; NYSE: DAL) là một hãng hàng không Hoa Kỳ có trụ sở ở thành phố Atlanta, Georgia. Delta cung cấp các tuyến bay quốc tế khắp thế giới: Bắc Mỹ, Nam Mỹ, Châu Âu, Châu Á, Châu Phi, Trung Đông và vùng Caribe. Delta có hơn 300 điểm đến ở 57 quốc gia (chưa kể các điểm đến bay theo thỏa thuận chia chỗ) trên 5 châu lục. Delta là hãng hàng không Mỹ duy nhất bay đến châu Phi. Ngày 31 tháng 12 năm 2009, Northwest Airlines hợp nhất với Delta tạo thành hãng  Delta Air Lines "mới", trở thành hãng hàng không lớn nhất thế giới cho đến khi American Airlines hợp nhất với US Airways vào năm 2013.
Delta thông báo trên website rằng, hãng đã triển khai bộ "kỹ thuật phun sương" từ tháng 2, sử dụng "chất khử trùng có đăng ký với Cục Bảo vệ Môi trường Mỹ (EPA), có hiệu quả cao". Kỹ thuật này đang được triển khai trên tất cả các chuyến bay xuyên Thái Bình Dương đến Mỹ, với kế hoạch mở rộng hơn khi tập trung vào các chuyến bay đến từ những nơi có Covid-19.

## Đội bay
Tuổi thọ trung bình đội bay tính đến tháng 7/2024 là 13.2 năm.
Tính đến tháng 7/2024:
| Máy bay            | Đang hoạt động | Đặt hàng | Hành khách | Hành khách | Hành khách | Hành khách | Hành khách | Hành khách | Ghi chú                                                                    |
| Máy bay            | Đang hoạt động | Đặt hàng | O          | F          | PS         | C+         | MC         | Tổng       | Ghi chú                                                                    |
| ------------------ | -------------- | -------- | ---------- | ---------- | ---------- | ---------- | ---------- | ---------- | -------------------------------------------------------------------------- |
| Airbus A220-100    | 45             | —        | —          | 12         | —.         | 15         | 82         | 109        | Là nhà khai thác lớn nhất của dòng máy bay này                             |
| Airbus A220-300    | 26             | 74       | —          | 12         | —          | 30         | 88         | 130        | Là nhà khai thác lớn nhất của dòng máy bay này                             |
| Airbus A319        | 57             | —        | —          | 12         | —          | 18         | 102        | 132        |                                                                            |
| Airbus A320-200    | 60             | —        | —          | 16         | —          | 18         | 123        | 157        |                                                                            |
| Airbus A321-200    | 127            | —        | —          | 20         | —          | 29         | 142        | 191        |                                                                            |
| Airbus A321neo ACF | 61             | 94       | —          | 20         | —          | 42         | 132        | 194        |                                                                            |
| Airbus A321neo ACF | 61             | 94       | 16         | —          | 12         | 54         | 66         | 148        | Cấu hình ghế ngả phẳng                                                     |
| Airbus A330-200    | 11             | —        | 34         | —          | —          | 32         | 168        | 234        |                                                                            |
| Airbus A330-300    | 31             | —        | 34         | —          | —          | 40         | 219        | 293        |                                                                            |
| Airbus A330-900    | 28             | 11       | 29         | —          | 28         | 56         | 168        | 281        | N411DX mang Livery Team USA                                                |
| Airbus A350-900    | 30             | 14       | 32         | —          | 48         | 36         | 190        | 306        | N502DN mang logo The Delta Spirit N521DX mang logo Team                    |
| Airbus A350-900    | 30             | 14       | 30         | —          | —          | 63         | 246        | 339        | N502DN mang logo The Delta Spirit N521DX mang logo Team                    |
| Airbus A350-1000   | __             | 20       | TBA        | TBA        | TBA        | TBA        | TBA        | TBA        |                                                                            |
| Boeing 717-200     | 88             | —        | —          | 12         | —          | 20         | 78         | 110        | Dừng hoạt động từ năm 2025                                                 |
| Boeing 737-800     | 77             | —        | —          | 16         | —          | 36         | 108        | 160        |                                                                            |
| Boeing 737-900ER   | 163            | __       | —          | 20         | —          | 21         | 139        | 180        | N809DN mang logo The Spirit of Seattle N827DN mang logo C.E. Woolman       |
| Boeing 737 MAX 10  | —              | 100      | —          | 20         | —          | 33         | 129        | 182        | Giao hàng từ năm 2025                                                      |
| Boeing 757-200     | 94             | —        | 16         | —          | —          | 44         | 108        | 168        | N650DL mang logo The Rolling Stones N694DL mang logo The Spirit of Freedom |
| Boeing 757-200     | 94             | —        | —          | 20         | —          | 41         | 132        | 193        | N650DL mang logo The Rolling Stones N694DL mang logo The Spirit of Freedom |
| Boeing 757-200     | 94             | —        | —          | 20         | —          | 29         | 150        | 199        | N650DL mang logo The Rolling Stones N694DL mang logo The Spirit of Freedom |
| Boeing 757-200     | 11             | —        | —          | 72         | —          | —          | —          | 72         | N650DL mang logo The Rolling Stones N694DL mang logo The Spirit of Freedom |
| Boeing 757-300     | 16             | —        | —          | 24         | —          | 32         | 178        | 234        |                                                                            |
| Boeing 767-300ER   | 43             | —        | 26         | —          | —          | 35         | 165        | 226        | Dừng hoạt động từ năm 2025                                                 |
| Boeing 767-400ER   | 21             | —        | 34         | —          | 20         | 28         | 156        | 238        | N845MH mang logo Breast Cancer Research Foundation (2015)                  |
| Boeing 767-400ER   | 21             | —        | 40         | —          | —          | 28         | 178        | 246        | N845MH mang logo Breast Cancer Research Foundation (2015)                  |
| Tổng cộng          | 989            | 313      |            |            |            |            |            |            |                                                                            |